# Dystrykt Berea
Dystrykt Berea – jest jednym z 10 dystryktów w Lesotho.